# 一间堡站
一间堡站是一个京哈铁路上的铁路车站，位于吉林省长春市寬城區长春新区，建于1904年，目前为四等站，邮政编码为130121。目前客运：办理旅客乘降；不办理行李、包裹托运；货运：办理整车货物发到；不办理办理整车爆炸品及一级氧化剂发到。